# Botschaft von Jugoslawien (Bonn)

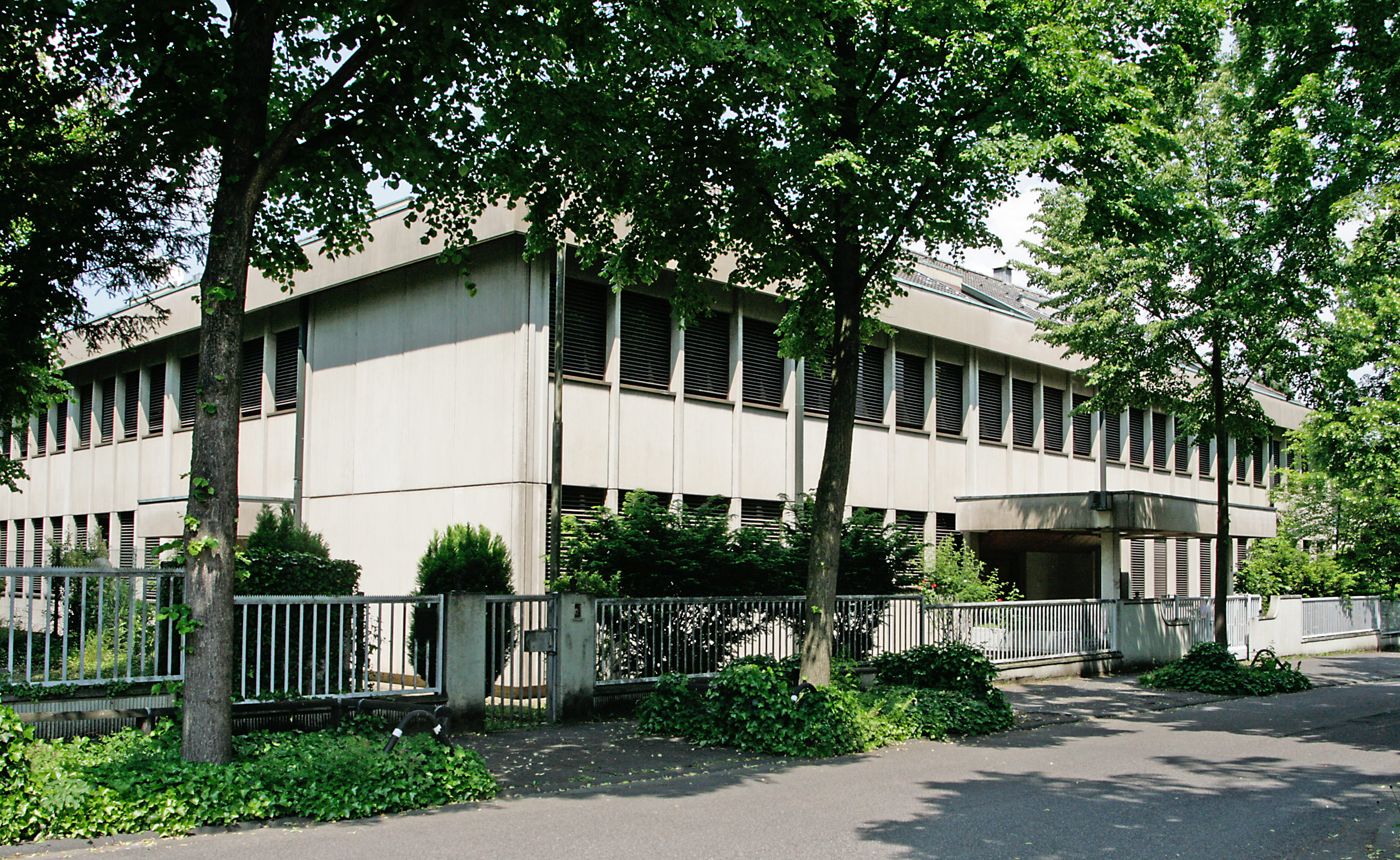
Ehemaliges Kanzleigebäude der jugoslawischen Botschaft (2013)

Die Botschaft der Sozialistischen Föderativen Republik Jugoslawien in der Bundesrepublik Deutschland hatte von 1951 bis 1992 ihren Sitz im Bonner Stadtbezirk Bad Godesberg. Das Kanzleigebäude der Botschaft, errichtet 1978, lag im Ortsteil Mehlem an der Schlossallee (Hausnummer 5). Nach der Auflösung des Staates war es noch bis 1999 Sitz der Botschaft der Bundesrepublik Jugoslawien. Seit 2017 sollte die Immobilie verkauft werden. Zwischen 2020 und 2021 erfolgte der Abriss.

## Geschichte
Die Sozialistische Föderative Republik Jugoslawien (SFRJ) gehörte zu den 18 Staaten, die bereits bis zum 1. April 1951 eine diplomatische Vertretung in der Bundesrepublik Deutschland am Regierungssitz Bonn eröffneten. Die Kanzlei der Botschaft hatte ihren Sitz von Beginn an in Bad Godesberg, zunächst an der Kölner Straße 107 mit über das Stadtgebiet verteilten Standorten einzelner Abteilungen. Bis September 1954 nahm sie ihren Sitz im Bad Godesberger Ortsteil Mehlem in dem ehemaligen „Hotel Villa Friede“ (Schloßstraße 1)), das Anfang des 20. Jahrhunderts errichtet worden war und im Zweiten Weltkrieg ein Notkrankenhaus beheimatet hatte. Nachdem Jugoslawien am 15. Oktober 1957 die Deutsche Demokratische Republik (DDR) völkerrechtlich anerkannt hatte, unterbrach die Bundesrepublik ihrerseits am 19. Oktober 1957 die diplomatischen Beziehungen zu Jugoslawien. In der Folge nahm die Botschaft des als Schutzmacht für Jugoslawien auftretenden Königreichs Schweden vom bisherigen Standort der jugoslawischen Botschaft (Schloßstraße 1) aus mit einer „Abteilung für die Wahrnehmung jugoslawischer Interessen in der Bundesrepublik Deutschland“ (Schutzmachtvertretung) die Geschäfte für das Land wahr. Die Wiederaufnahme diplomatischer Beziehungen zwischen der Bundesrepublik und Jugoslawien erfolgte am 31. Januar 1968.
Am 29. November 1962 – dem jugoslawischen Nationalfeiertag – verübten 26 Angehörige kroatischer Emigrantenorganisationen, darunter der Kroatischen Kreuzer-Bruderschaft, einen Überfall und einen Sprengstoffanschlag auf das Gebäude der jugoslawischen Vertretung, wobei der Hausmeister erschossen und das Gebäude unter anderem durch Brandstiftung beschädigt und verwüstet wurde. Die jugoslawische Regierung reagierte mit einem Protest und einer Forderung nach Schadensersatz. Der Anschlag löste eine Überprüfung und intensivere strafrechtliche Verfolgung der in der Bundesrepublik tätigen Emigrantenorganisationen aus, im März 1963 wurde die Kreuzer-Bruderschaft verboten und aufgelöst. Im März 1964 begann vor dem Landgericht Bonn der Prozess gegen die an dem Anschlag Beteiligten, die Urteile fielen am 25. Juni 1964.
Als sich die jugoslawische Regierung auf eine längere Präsenz am Regierungssitz Bonn einzustellen begann, plante sie Mitte der 1970er-Jahre einen Neubau der Botschaftskanzlei in unmittelbarer Nachbarschaft zum bisherigen Standort, des ehemaligen „Hotels Villa Friede“. Er entstand östlich und parallel zu diesem Gebäude an der Schlossallee als zweigeschossiger Stahlbetonbau mit einer Nutzfläche von 2.300 m² und einer Tiefgarage mit etwa 40 Einstellplätzen. Die Fertigstellung des Neubaus erfolgte 1978, anschließend wurde das bisherige Kanzleigebäude abgebrochen. Als Residenz der Botschaft, Wohnsitz des Botschafters, diente ab 1969 ein angemietetes Haus in Hanglage im Ortsteil Schweinheim (Am Stadtwald 16).

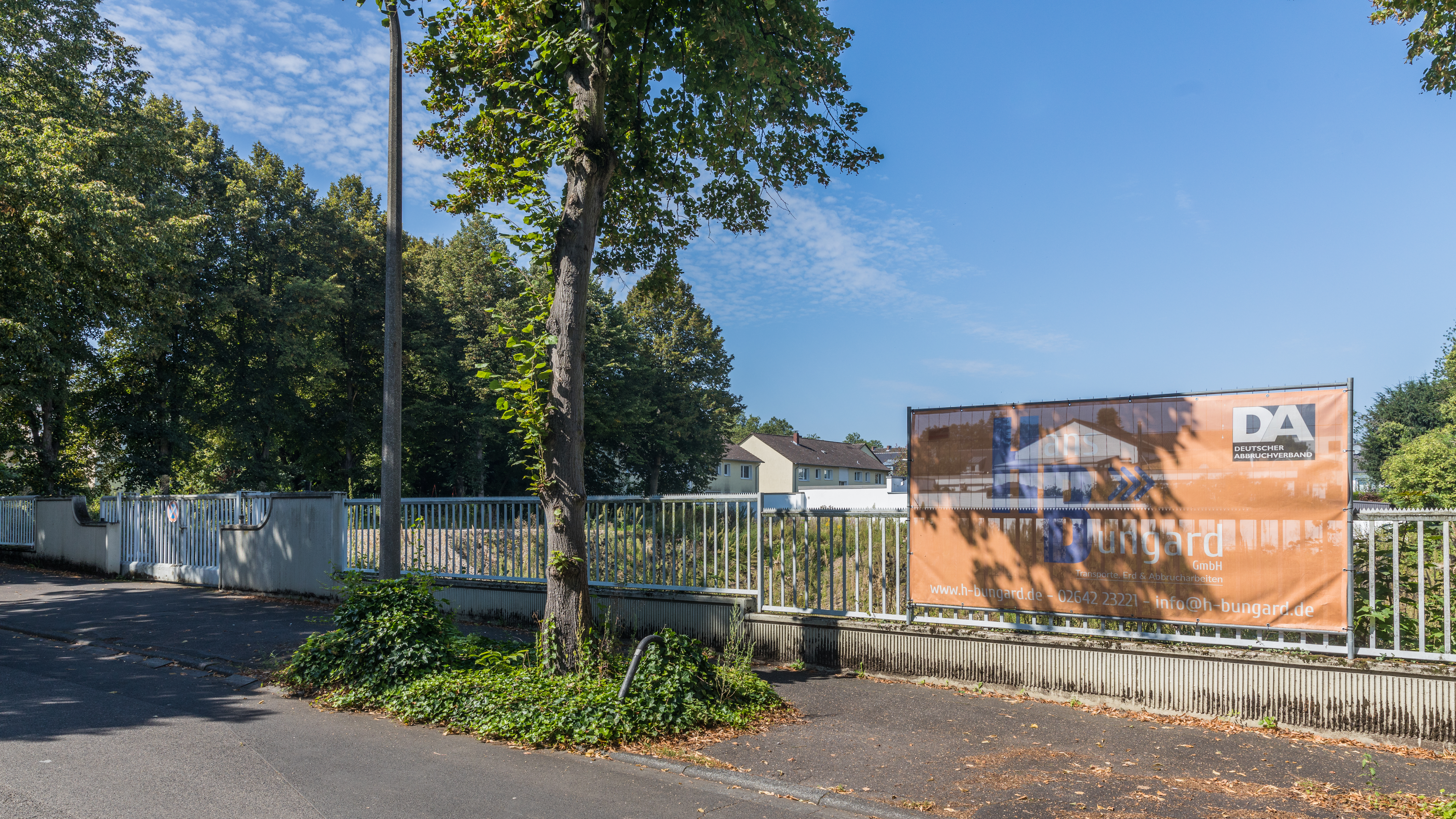
Baugrundstück Schlossallee 5, September 2021

Nach Auflösung der Sozialistischen Föderativen Republik Jugoslawien im April 1992 übernahm die aus Serbien und Montenegro neugebildete Bundesrepublik Jugoslawien das Kanzleigebäude der Botschaft, während Slowenien als weiterer Nachfolgestaat der SFRJ bis 1993 die bisherige Residenz des Botschafters (Am Stadtwald 16) erhielt. Am 26. März 1999 brach die Bundesrepublik Jugoslawien aufgrund der deutschen Beteiligung an den Luftangriffen der NATO auf das Land (Operation Allied Force) die diplomatischen Beziehungen zur Bundesrepublik Deutschland ab. Die jugoslawischen Interessen in Deutschland wurden anschließend von der schwedischen Botschaft als Schutzvertretung mit einem Büro für den Schutz der Interessen der Bundesrepublik Jugoslawien vom bisherigen Standort der jugoslawischen Botschaft aus wahrgenommen; nach der Verlegung des Regierungssitzes nach Berlin (1999) verblieb dort zunächst eine Außenstelle des Büros, die nach Wiederaufnahme der diplomatischen Beziehungen zu Deutschland in eine Außenstelle der jugoslawischen Botschaft umgewandelt wurde. Seit der Schließung dieser Außenstelle stand das vormalige Kanzleigebäude der Botschaft leer, ein Verkauf des Grundstücks – an dem auch der chinesische Künstler Ren Rong, Eigentümer der angrenzenden Villa Friede, interessiert war – scheiterte lange Zeit an den ungeklärten Eigentumsverhältnissen. 2017 beauftragten die Nachfolgestaaten Jugoslawiens jedoch einen Makler mit dem Verkauf der Immobilie. Zwischen 2020 und 2021 erfolgte der Abriss.
Von den jugoslawischen Nachfolgestaaten unterhält nur noch Nordmazedonien eine Außenstelle seiner Botschaft in Bonn.